# 瞿𦒎
瞿𦒎（1522年—？年），字鳳𦒎，號梧陽，四川重慶府墊江縣人，民籍。

## 生平
治《易經》，七月初九日生，行五，由國子生中式四川鄉試第四十五名舉人，會試中式第六十名。年四十歲中式嘉靖四十四年乙丑科第三甲第三十三名進士。都察院观政，本年六月授麻城知县，隆慶二年（1568年）二月调平谷县，三年四月升南锦衣卫经历，五年二月升户部主事，万历四年（1576年）二月升员外，五年正月升郎中，五月升瑞州知府，七年正月致仕。

## 家族
曾祖瞿聰，按察僉事；祖瞿子剛；父瞿鶴齡，教授赠主事；前母陳氏；趙氏。永感下，妻陳氏，兄翼；翀；翹；；翮，弟翬。